# Chakrabarti
Chakrabarti (bengalisch: চক্রবর্তী, Cakrabartī) ist ein Familienname bengalischer Hindus der Brahmanenkaste. Die Bedeutung des Namens ist „Herrscher über das Land“ oder „Kaiser“. In Lateinschrift finden sich auch die Schreibweisen Chakrabarty, Chakraborty, Chakraborti, Chakravarty, Chakravarthy, Chakravarthi, Chakravarti, Chakraverty, Chakravorti, Chakravorty, Chokroborty oder Chokroborti.

## Namensträger
- Ajoy Chakrabarty (* 1953), Sänger klassischer Musik
- Amiya Chakravarty (1912–1957), Filmregisseur
- Ananda Mohan Chakrabarty (1938–2020), indisch-amerikanischer Mikrobiologe
- Bidyut Chakrabarty (* 1958), indischer Politikwissenschaftler
- Bidyut Chakraborty († 2015), indischer Schauspieler und Filmregisseur
- Caleb Chakravarthi (* 1999), US-amerikanischer Tennisspieler
- Deepto Chakrabarty (* 1966), US-amerikanischer Astronom
- Dilip Kumar Chakrabarti (* 1941), indischer Archäologe und Hochschullehrer für südasiatische Archäologie
- Dipesh Chakrabarty (* 1948), indischer Historiker
- Gayatri Chakravorty Spivak (* 1942), Literaturwissenschaftlerin
- Kaushiki Chakraborty (* 1980), indische Sängerin
- Lolita Chakrabarti (* 1969), britische Schauspielerin
- Maharani Chakravorty (1937–2015), indische Molekularbiologin und Hochschullehrerin
- Mimi Chakraborty (* 1989), indische Schauspielerin
- Mithun Chakraborty (* 1950), Schauspieler
- Nirendranath Chakraborty (* 1924), Dichter
- Nripen Chakraborty (1905–2004), Politiker
- Prosanta Chakrabarty (* 1978), US-amerikanischer Fischkundler
- Rahul Chakraborty (* 1983), deutscher Schauspieler
- Rhea Chakraborty (* 1992), indische Schauspielerin
- Sabyasachi Chakraborty (* 1956), Schauspieler
- Sandeep Chakravorty, indischer Diplomat
- Shalil Shankar Chakraborty (* 1947), Sitarspieler und Komponist siehe Shalil Shankar
- Shanti Chakraborty (* 1985), deutsche Schauspielerin und Synchronsprecherin
- Subhas Chakraborty (1942–2009), indischer Politiker
- Suma Chakrabarty (* 1959), Präsident der Europäischen Bank für Wiederaufbau und Entwicklung
- Suprovat Chakravarty (1931–2015), indischer Radrennfahrer
- Tulsi Chakraborty (1899–1961), indischer Schauspieler
- Utpalendu Chakraborty (1948–2024), indisch-bengalischer Filmregisseur

## Vorname
In anderen Gegenden Indiens wird dieser Name auch als (Vor-)Name (Personenname) vergeben:
- Rushmi Chakravarthi (* 1977), indische Tennisspielerin
- Srinivas Chakravarthy († 2015), indischer Filmkomponist